# Grupa artystyczna Konar
Grupa Artystyczna Konar (GAK) – polskie stowarzyszenie z siedzibą w Rydułtowach, grupujące artystów i animatorów sztuk plastycznych, fotografiki, literatury i teatru.
Grupa wywodzi się z założonego w 1976 roku amatorskiego klubu plastycznego działającego przy Zakładowym Domu Kultury Kopalni Węgla Kamiennego Rydułtowy. Grupę założyło dziewięciu górników hobbystów – amatorów sztuki, którzy wcześniej uczęszczali do Państwowego Ogniska Plastycznego a ich mentorem był Ludwik Konarzewski (senior), od którego nazwiska wywodzi się nazwa tej formacji artystycznej. Należeli do niej Adolf Koczy – pierwszy prezes, Walenty Habram, Eugeniusz Ryszka, Franciszek Jaworek, Wacław Midor, Alfred Piątek, Jan Demczyk, Feliks Śmieja i Piotr Lipina.
W latach 1991–2011 prezesem grupy był jej długoletni członek Piotr Lipina. W 2004 roku grupa została włączona w strukturę Towarzystwa Miłośników Rydułtów, zaś w 2007 roku usamodzielniła się, zakładając własne stowarzyszenie.
Współcześnie grupa realizuje warsztaty artystyczne z zakresu malarstwa i rysunku, ceramiki, decoupage, fotografii, grafiki warsztatowej, dzianiny artystycznej i literatury. Stowarzyszenie prowadzi też projekty grantowe, m.in. Sztuka Łączenia, Międzynarodowy Konkurs Fotografii Przemysłowej i Industrialnej FOTO-PEIN, Ignacy. Alternatywne poziomy sztuki i techniki, Ogólnopolski Festiwal Fotografii Otworkowej.
Stowarzyszenie w 2009 roku prowadziło Galerię w Piecu na terenie Zabytkowej Cegielni w Gaszowicach, a od 2010 roku prowadzi Galerię w Browarze mieszczącą się w Centrum Handlowo-Rozrywkowym Focus Mall w Rybniku, organizuje także plenery malarsko-fotograficzne. Działania GAK-u wspierane były i są ze środków publicznych Rydułtów, Rybnika, Gaszowic, Powiatu wodzisławskiego, Województwa śląskiego oraz Polsko-Amerykańskiej Fundacji Wolności.